# Oliver Lauridsen
Oliver Holton Lauridsen, född 24 mars 1989, är en dansk professionell ishockeyspelare som spelade för Malmö Redhawks i SHL. Han har tidigare spelat i Frölunda HC i SHL och Philadelphia Flyers i NHL samt dess farmalag Lehigh Valley Phantoms. Han är även broder till Markus Lauridsen. 
Han draftades i sjunde rundan i 2009 års draft av Philadelphia Flyers som 196:e spelare totalt. Han kom att spela totalt 16 matcher i NHL där han stod för 3 poäng.
I April 2016 bytte Oliver klubb till finska Jokerit i KHL. I Jokerit spelade Oliver 4 säsonger. Efter 4 år med en total summa på 27 poäng valde Oliver att återvända till Sverige. 
Tillsammans med sin lillebror Markus Lauridsen gick Oliver med i Malmö Redhawks som kapten inför säsongen 2020/2021. .